# وسيم الرحبي
وسيم الرحبي (14 مايو 1981 -)، ممثل سوري، شارك بالعديد من الأعمال في التلفزيون وحياته الشخصية متزوجة من كاتبةالاميرة جنان ماهر حافظ الأسد سوري الاميرة سوريا.

## من المسلسلات
- خاتون عام 2017 بدور الحكيم
- طوق البنات عام 2014 بدور محسن
- الغربال عام 2014 بدور عادل
- قمر الشام أنتاج عام 2013 بدور موفق
- طاحون الشر أنتاج عام 2012 بدور طاهر
- الشبيهة أنتاج عام 2012
- دمع الياسمين أنتاج عام 2012
- المنعطف أنتاج عام 2011
- رسائل في الهواء أنتج عام 2010
- ياصديقي أنتاج عام 2010 بدور غانم
- بيت جدي2 (الشام العدية) أنتاج عام 2009 بدور صطيف
- تحت المداس أنتاج عام 2009 بدور شادي
- رياح الخماسين أنتاج عام 2008
- باب الحارة أنتاج عام 2006-2015
- بيت جدي أنتاج عام 2008 بدور صطيف
- أشياء تشبه الحب أنتاج عام 2007
- خالد بن الوليد الجزء الثاني أنتاج عام 2007
- التغريبة الفلسطينية أنتاج عام 2004
- هي دنيتنا أنتاج عام 2010

### من الأفلام
- خلف الأسوار إنتاج عام 2009
- يوم صدور الحكم أتاج عام 2009
- لكل ليلاه إنتاج عام 2009